# Lichtjahr (Buchreihe)
Das Lichtjahr war eine siebenteilige Phantastik-Buchreihe der 1980er und '90er Jahre in der DDR aus dem Verlag Das Neue Berlin (Band 1 bis 6 „… galten als die inhaltlich gelungensten und wegen ihrer Ausstattung und Gestaltung auch schönsten SF-Bücher in der DDR“) bzw. von 1999 (Band 7 als eine Publikation des Freundeskreises SF Leipzig e. V.).

## Entstehung
In dieser als „Phantastik-Almanach“ benannten Reihe erschienen phantastische Erzählungen, Kurzgeschichten, Essays, Gedichte, Bildgeschichten, Beiträge und Bibliographien mit teils farbigen Illustrationen auf bis ca. 280 Seiten. Nachauflagen sind nicht bekannt. Die Bände kosteten zwischen 16,80 und 19,80 Mark bzw. Deutsche Mark.
Band 1 war die einzige Paperback-Ausgabe dieser Buchreihe und lag mit farbigem Schutzumschlag und Elementen der Raumfahrt, Abbildungen von Kopernikus und Albert Einstein, einem Satelliten u. v. m. vor. Ab Band 2 lagen die Bände mit Hardcover und ebenfalls mit farbig gestalteter Schutzhülle vor. Alle Bände sind im Querformat gestaltet (ca. 21 × 19,5 cm), die Texte sind mit teilweise recht großen Buchstaben, teilweise in üblicher Größe gesetzt. Die Bände 1 sowie 3 bis 6 enthielten bis zu drei teilweise einseitige Bildgeschichten (Comics). Der Grafiker des Umschlags von Band 7 erhielt 2000 den Kurd-Laßwitz-Preis.
Der Freundeskreis Science Fiction Leipzig e.V. (kurz FKSFL) führte mit Herausgeber Erik Simon die Reihe nach der Wende fort, einige bereits vorbereitete Texte konnten nicht veröffentlicht werden, da die Autoren (meist aus ehemals sozialistischen Ländern) nicht mehr kontaktiert werden konnten. 1990 verwarf der Verlag die geplante Veröffentlichung. Band 7 erhielt 2000 den Kurd-Laßwitz-Preis gleich zweifach, einmal für die beste Grafik zur SF von Mario Franke und einmal als Sonderpreis für den Mut und das Risiko der Herausgabe eines solchen Werkes, den Erik Simon und der FKSFL bewiesen haben.

## Liste der kompletten Buchreihe
| Jahr | Titel (Hrsg.)                                        | Beiträge | Preis (Mark) | Seiten a | Bestell-/ISB-Nr. | Auflage    |
| ---- | ---------------------------------------------------- | -------- | ------------ | -------- | ---------------- | ---------- |
| 1980 | Lichtjahr 1 (Hrsg. Ekkehard Redlin und Erik Simon) b | 17       | 16,80        | 240+16   | 622 441 3        | ca. 20.000 |
| 1981 | Lichtjahr 2 (Hrsg. Erik Simon) b                     | 18       | 17,80        | 256+16   | 622 496 6        | ca. 20.000 |
| 1984 | Lichtjahr 3 (Hrsg. Erik Simon) b                     | 18       | 18,50        | 280+24   | 622 678 5        | ca. 20.000 |
| 1985 | Lichtjahr 4 (Hrsg. Erik Simon) b                     | 13       | 17,50        | 232+24   | 622 678 5        | ca. 20.000 |
| 1986 | Lichtjahr 5 (Hrsg. Erik Simon)                       | 22       | 19,80        | 304+24   | 3-360-00052-8    | ca. 18.000 |
| 1989 | Lichtjahr 6 (Hrsg. Erik Simon)                       | 19       | 19,80        | 288+24   | 3-360-00183-4    | ca. 20.000 |
| 1999 | Lichtjahr 7 (Hrsg. Erik Simon)                       | 23       | 54,00 DM     | 284+12   | 3-00-005005-1    | ca. 00.500 |

## Beiträge in Lichtjahr 1
| Autor                       | Titel                                         |
| --------------------------- | --------------------------------------------- |
| Günter Braun, Johanna Braun | Briefe, die allerneueste Literatur betreffend |
| (ohne Angabe)               | Zwischenwort                                  |
| Günter Braun, Johanna Braun | Aus alten Archiven                            |
| Sam J. Lundwall             | Der vierdimensionale Raummultiplikator        |
| Kurd Laßwitz                | User Recht auf Bewohner anderer Welten        |
| Hubert Horstmann            | Über Denkbarrieren                            |
| Dmitri Bilenkin             | Das gibt’s nicht                              |
| Dmitri Bilenkin             | In allen Universen                            |
| Gottfried Kolditz           | Roboterfrühstück                              |
| Arkadi und Boris Strugazki  | Wo das Getreide wogt                          |
| Heinz Entner                | Was Xanadu kann                               |
| Gyula Hernádi               | Sodom und Gomorrha                            |
| Kirill Bulytschow           | Der Dialog über Atlantis                      |
| Wladimir Gakow              | Die Spirale im Werk Ursula LeGuins            |
| Ursula K. LeGuin            | Vorwort zum Roman „Winterplanet“              |
| Karlheinz Steinmüller       | Krieg im All                                  |
| Lutz Hartmann               | Eden im All                                   |

## Beiträge in Lichtjahr 2
| Autor                           | Titel                                                                |
| ------------------------------- | -------------------------------------------------------------------- |
| Bernd Ulbrich                   | In eigenem Auftrag                                                   |
| Andrzej Czechowski              | Die Wahrheit über den Elekter                                        |
| Rolf Krohn                      | Lichtspruch nach Tau                                                 |
| Georgi Iossifowitsch Gurewitsch | Die zwölf erbosten Kritiker                                          |
| F.P. Freyburg                   | Ein Besuch bei Jules Verne                                           |
| Arkadi Strugazki                | Mein Jules Verne                                                     |
| Fritz Reinel                    | Das Profil                                                           |
| Manuel van Loggem               | Sfan                                                                 |
| Viktor Kolupajew                | Was für komische Bäume                                               |
| Marietta Tschudakowa            | Von Raum und Zeit                                                    |
| Vladimir Colin                  | Im Kreis, immer näher                                                |
| Heiner Rank                     | Schöne Bella                                                         |
| Stanislaw Lem                   | Über das Sciencee-fiction-Ghetto                                     |
| Karlheinz Steinmüller           | Über Lem und GOLEM                                                   |
| Johanna Braun, Günter Braun     | Time Repayment                                                       |
| Günter Braun, Johanna Braun     | Fa und Cre                                                           |
| Olaf R. Spittel                 | Bibliographie der Science-fiction in der DDR 1949–1979 / DDR-Autoren |

## Beiträge in Lichtjahr 3
| Autor              | Titel                                                                                         |
| ------------------ | --------------------------------------------------------------------------------------------- |
| (ohne Angabe)      | Hundert Zeilen über SF: G. Prokop, A. Kröger, K. Möckel, Vl. Colin                            |
| (ohne Angabe)      | Hundert Zeilen über Lichtjahr                                                                 |
| Rolf Krohn         | Der Arzt                                                                                      |
| (ohne Angabe)      | Hundert Zeilen über SF: W. Kellner, C. Rasch, G. Branstner                                    |
| Ágnes Hosszu       | Hermann, das Hermelin                                                                         |
| Frank Petermann    | Bordtagebuch                                                                                  |
| Wolfram Kober      | Persönlichkeit                                                                                |
| Ekkehard Redlin    | Entpflichtung im Nirgendwo                                                                    |
| Ángel Arango       | Wohin gehen die Cephalohomos?                                                                 |
| Gottfried Meinhold | Liana Halwegia                                                                                |
| (ohne Angabe)      | Hundert Zeilen über SF: K.-H. Tuschel, J. Nesvadba, A. und B. Strugazki, H. Rank              |
| Wsewolod Rewitsch  | Phantastik ist kein Thema, sondern eine Denkweise                                             |
| Roman Podolny      | Wer glaubt es?                                                                                |
| Anton Hykisch      | Ein junger Mann mit Kopfschmerzen                                                             |
| Hermann Ley        | George Orwells ambivalente Apotheose auf 1984                                                 |
| Andreas Melzer     | König im Matt                                                                                 |
| (ohne Angabe)      | Hundert Zeilen über SF: B. Ulbrich, K. Steinmüller, K. Bulytschow, A. Leman                   |
| Olaf R. Spittel    | Bibliographie der Science-fiction in der DDR 1949–1979 / Autoren des sozialistischen Auslands |

## Beiträge in Lichtjahr 4
| Autor                            | Titel |
| -------------------------------- | --- |
| Arkadi und Boris Strugazki       | Die Wunschmaschine |
| Wladimir Gakow                   | Die Sternstunde des Science-fiction-Films                                                                                        |
| Thomas Fröhlich                  | Die Bestie |
| Andreas Melzer                   | Weit voraus die Sonne |
| Agop Melkonjan                   | Das Weinen nach dem Schmerz |
| Hartmut Mechtel                  | Die phantastische Methode |
| Michail Puchow                   | Der Terminator |
| Rolf Krohn                       | Am Ufer der Unendlichkeit |
| Wolfgang Kellner                 | Tödlicher Irrtum |
| Adam Hollanek                    | Der Geliebte vom Mond |
| Angela Steinmüller               | Das Wunderelixier |
| Angela und Karlheinz Steinmüller | Der Held im Gläsernen Berg |
| Olaf R. Spittel                  | Bibliographie der Science-fiction in der DDR 1949–1979 / Autoren des nichtsozialistischen Auslands und deutsche Vorkriegsautoren |

## Beiträge in Lichtjahr 5
| Autor                            | Titel                                                              |
| -------------------------------- | ------------------------------------------------------------------ |
| (ohne Angabe)                    | Welten im Nirgendwo                                                |
| Ursula K. Le Guin                | Dinge                                                              |
| Ursula K. Le Guin                | Ein Kasten voll Dunkelheit                                         |
| Erik Simon                       | Die Schwester des Märchens                                         |
| Tais Teng                        | Aus den Legenden von Cotrahviné                                    |
| (ohne Angabe)                    | Besuche                                                            |
| Detlef Budde                     | Noah                                                               |
| Jörg Mosch                       | Die Strahlung                                                      |
| Klaus D. Krüger                  | Der Traum                                                          |
| Arkadi und Boris Strugazki       | Die Legende vom einbeinigen Besucher                               |
| (ohne Angabe)                    | Welten in Raum und Zeit                                            |
| Angela und Karlheinz Steinmüller | Sterntaler                                                         |
| Alfred Leman                     | Baba und die zweiundvierzig Stiere                                 |
| Werner Förster                   | Durch Zeiten und Räume                                             |
| Pawel Amnuel                     | Höher als Wolken, Berge und Himmel                                 |
| (ohne Angabe)                    | Alltägliche Wunder                                                 |
| Ljubow und Jewgeni Lukin         | Klick!                                                             |
| Ljubow und Jewgeni Lukin         | Erwachen                                                           |
| Miloš Ščepka                     | Die letzte Chance                                                  |
| (ohne Angabe)                    | Positionsbestimmungen                                              |
| Ognjan Saparew                   | Vier Aspekte der Science-fiction-Literatur                         |
| Karsten Kruschel                 | Das große Annäherungsmanöver                                       |
| (ohne Angabe)                    | Raumfahrer                                                         |
| Jörg Gernreich                   | Am Rande zur Ewigkeit                                              |
| Andreas Melzer                   | Lotsendienst, ganz alltäglich                                      |
| Andreas Melzer                   | Fluchtweg achteraus                                                |
| Olaf R. Spittel                  | Bibliographie der Science-fiction in der DDR 1949–1979 / Nachträge |

## Beiträge in Lichtjahr 6
| Autor                            | Titel                                                                        |
| -------------------------------- | ---------------------------------------------------------------------------- |
| (ohne Angabe)                    | Reisende                                                                     |
| Karsten Kruschel                 | … und stets das Vernünftigste tun                                            |
| Holger Kunadt                    | Ein Traum von Ferne                                                          |
| Hartmut Mechtel                  | Sifrit                                                                       |
| Angela und Karlheinz Steinmüller | Sauerstoffmangelgeschichte                                                   |
| (ohne Angabe)                    | Verwandlungen                                                                |
| Olga Larionowa                   | Scheidung auf marsianisch                                                    |
| Ladislav Ježek                   | Homers Traum vom Tod                                                         |
| Eugeniusz Dȩbski                 | Der Resident                                                                 |
| (ohne Angabe)                    | Rückblicke                                                                   |
| Ludwig Hevesi                    | Jules Verne in der Hölle                                                     |
| Ludwig Hevesi                    | Jules Verne im Himmel                                                        |
| Vitali Bugrow                    | … und erfanden sich selbst!                                                  |
| Karlheinz Steinmüller            | Mit dem Zug ins All                                                          |
| (ohne Angabe)                    | Simulationen                                                                 |
| Holger Kunadt                    | Drei Dollar fünfzig                                                          |
| Marek Baraniecki                 | Der angeworbene Mann                                                         |
| Rolf Krohn                       | Auf dem anderen Ufer der Nacht                                               |
| (ohne Angabe)                    | Kontakte                                                                     |
| Heinz Günter Behnert             | Alptraum                                                                     |
| Jörg Mosch                       | Kontaktsyndrom                                                               |
| Ian Watson                       | Nachtmahre                                                                   |
| Olaf R. Spittel                  | Bibliographie der Sekundärliteratur zur Science-fiction in der DDR 1949–1983 |

## Beiträge in Lichtjahr 7
| Autor                    | Titel |
| ------------------------ | --- |
| (ohne Angabe)            | Gefährliche Planeten |
| Wolfram Kober            | Das Kinsky-Syndrom |
| Detlef Budde             | Der Kannibale von Sheena                                                                                                  |
| Peter Schünemann         | Das Ungeheuer |
| Andreas Melzer           | Enge Horizonte |
| (ohne Angabe)            | 100 Zeilen zur DDR-SF: Blicke zurück J. und G. Braun, A. Sckerl, K. Frühauf, K. Kruschel                                  |
| (ohne Angabe)            | Vorhut und Nachhut |
| Günther Krupkat          | Gefangene des ewigen Kreises (Zwei Auszüge aus der Erzählung)                                                             |
| Johanna und Günter Braun | Die Logikmaschine |
| Karlheinz Steinmüller    | Alle Flüche der Welt |
| Erik Simon               | Die Science-Fiction der DDR 1991 bis 1998 (und davor)                                                                     |
| Alexander Kröger         | Nachtschicht |
| Johanna und Günter Braun | Das Mädchen von der Mondstraße                                                                                            |
| (ohne Angabe)            | 100 Zeilen zur DDR-SF: Unverzagte Blicke voraus / A. Kröger, C. Rasch, E. Redlin                                          |
| (ohne Angabe)            | Denkmaschinen |
| Alfred Leman             | Kreisspirale |
| Jörg Mosch               | Perforation |
| (ohne Angabe)            | 100 Zeilen zur DDR-SF: Skeptische Blicke rundum / K.-H. Tuschel, K. Möckel, M. Szameit, R. Krohn                          |
| (ohne Angabe)            | Robinsons und Siedler |
| Angela Steinmüller       | Der letzte der Ungeborenen                                                                                                |
| Karsten Kruschel         | Regendrachen sterben, wenn die Sonne scheint                                                                              |
| Rolf Krohn               | Die Vision |
| (ohne Angabe)            | 100 Zeilen zur deutschen und zur DDR-SF: Blicke von nebenan / H.J. Alpers, H.W. Franke, R.M. Hahn, W. Jeschke, H.Pukallus |
| Hans-Peter Neumann       | Bibliographie der Science-Fiction ehemaliger DDR-Autoren 1991–1999                                                        |
| Hans-Peter Neumann       | Annotierte Bibliographie der 1990–1999 erschienenen Sekundärliteratur zur ostdeutschen und DDR-SF                         |
| Erik Simon               | Übersicht zu Lichtjahr 1 bis 7                                                                                            |